# Maraviroc
Maraviroc (MVC, Handelsname: Celsentri, Hersteller: Pfizer) ist eine komplexe chemische Verbindung, die als Arzneistoff zur Behandlung von HIV-Infektionen und deren Folgen eingesetzt wird. Er gehört zur Gruppe der Entry-Inhibitoren (Corezeptor-Antagonisten).

## Pharmakologie
Maraviroc ist ein Entry-Inhibitor, der als selektiver Inhibitor den menschlichen Chemokinrezeptor CCR5 blockiert und somit das Andocken von HI-Viren an menschliche Zellen, insbesondere Makrophagen, verhindert. Die Zelle wird nicht infiziert. Seine Wirkung ist jedoch auf CCR5 nutzende (R5) HI-Viren beschränkt. Mittlerweile ist es mit Hilfe bioinformatischer Methoden möglich, CCR5 nutzende HI-Viren von CXCR4 nutzenden HI-Viren mit sehr hoher Genauigkeit zu unterscheiden.

## Pharmakokinetik
Maraviroc wird aus dem Magendarmtrakt resorbiert. Die empfohlene Dosierung beträgt zweimal täglich 150, 300 oder 600 mg in Abhängigkeit von der übrigen HAART, die durch Interaktion das Verhalten von Maraviroc mehr oder weniger beeinflusst. Die Bioverfügbarkeit liegt bei 23 bis 33 %. Die Einnahme des Arzneimittels kann mit oder ohne Nahrung erfolgen. Der Wirkstoff wird zu 76 % an Plasmaproteine gebunden, das Verteilungsvolumen wurde mit 2,8 ± 0,9 l/kg berechnet.
Maraviroc wird über Cytochrom P450 Monooxygenasen verstoffwechselt. Ein relevanter induktorischer oder inhibitorischer Effekt wurde nicht nachgewiesen. Wichtigstes Stoffwechselprodukt ist ein am Stickstoff desalkylierter Metabolit. Die Substanz wird hauptsächlich über den Stuhl ausgeschieden (ca. 25 % unverändert); 8 % einer Dosis von 300 mg erscheinen unverändert im Urin. Nach intravenöser Gabe beträgt Eliminationshalbwertzeit ca. 13 Stunden.
Bei Patienten mit angeborener oder medikamentös induzierter Niereninsuffizienz ist unter Umständen eine Dosisanpassung erforderlich (Einbeziehung der übrigen HAART-Medikamente). Bei leichter oder mittlerer Einschränkung der Leberfunktion  sind die Blutspiegel um ca. 25 bis 46 % erhöht. Für diese Patientengruppe liegen noch nicht ausreichend Daten vor. Studien bei Kindern und älteren Patienten wurden noch nicht durchgeführt.

## Nebenwirkungen
Durchfall, allgemeines Krankheitsgefühl, Magenschmerzen, Blähungen, Appetitlosigkeit, Kopfschmerzen, Schlafstörungen, Depressionen, Hautausschlag, Schwächegefühl oder Kraftlosigkeit, Anämie sowie der Anstieg von Leberenzymen sind die am häufigsten berichteten unerwünschten Ereignisse. Zudem kann es zu lebensgefährlichen Hautreaktionen und allergischen Reaktionen sowie Lebererkrankungen kommen. Weiterhin sind schwere Nebenwirkungen durch eine Wechselwirkung mit Grapefruit bekannt.

## Off-Label-Use
Es gibt Berichte, wonach Maraviroc erfolgreich gegen die progressive multifokale Leukenzephalopathie im Rahmen eines Immunrekonstitutionssyndroms wirkt. Die Wirkung wird auf die immunmodulatorischen Eigenschaften von Maraviroc zurückgeführt. Studien zum Thema gibt es bislang nicht. Maraviroc wird als potentielles Medikament gegen COVID-19 in Betracht gezogen.